# 계획
계획(計劃)은 목적을 수행하기 위하여 앞으로 할 일에 대한 방법이나 절차 등을 미리 생각하여 나타낸 단계 목록이나 도표 및 내용을 가리킨다. 또 이러한 내용을 정하는 일 자체를 가리키기도 한다. 이와 비슷한 용어로 전략이 있다.
계획은 일반적으로 특정 작업을 수행하려는 목표를 달성하는 데 사용되는 타이밍 및 리소스에 대한 세부 정보가 포함된 다이어그램 또는 단계 목록이다. 이는 일반적으로 목표 달성을 기대하는 의도된 행동의 일시적인 집합으로 이해된다. 계획은 공식적이거나 비공식적일 수 있다.
1. 여러 사람이 사용하는 체계적이고 공식적인 계획은 프로젝트, 외교, 경력, 경제 개발, 군사 캠페인, 전투, 스포츠, 게임 또는 기타 비즈니스 수행에서 발생할 가능성이 더 높다. 대부분의 경우 잘 구성된 계획이 없으면 부정적인 영향을 미칠 수 있다. 예를 들어, 견고하지 않은 프로젝트 계획은 조직에 시간과 비용을 낭비할 수 있다.[1][2]
2. 비공식 또는 임시 계획은 개인이 추구하는 모든 활동에서 만들어진다.

계획을 설명하는 가장 일반적인 방법은 범위, 기간 및 구체성을 기준으로 하는 것이다. 그러나 이러한 계획 분류는 서로 독립적이지 않다. 예를 들어, 단기 및 장기 범주와 전략 및 운영 범주 사이에는 밀접한 관계가 있다.
덜 형식적인 계획은 추상적인 아이디어로 작성되어 유지 관리되고 사용되는 형태로 유지되는 것이 일반적이다. 비즈니스 및 군사 목적으로 사용되는 보다 공식적인 계획은 처음에는 추상적인 생각으로 작성되었지만 시간과 공간을 넘어 여러 사람이 접근할 수 있는 형식으로 기록, 작성 또는 저장될 가능성이 높다. 이를 통해 계획 실행 시 더욱 안정적인 협업이 가능해진다.

## 주제

### 플래닝
플래닝이라는 용어는 어느 정도 정교하게 세부적으로 하위 구성 요소를 계획하는 것을 의미한다. 목표에 대한 광범위한 진술은 은유적인 기술 로드맵으로 간주될 수 있다. 플래닝은 말 그대로 단순히 계획을 세우는 것을 의미하며, 작업 목록을 만드는 것만큼 간단할 수 있다. 그러나 정부의 자원 사용과 관련된 입법 및 규제 영역을 다루는 기술적인 의미를 획득하지는 않았다.
플래닝은 소련 정부가 국가를 발전시키기 위해 사용했던 국민 경제 발전 5개년 계획의 연속처럼 모든 자원의 계획된 사용을 의미할 수 있다. 그러나 이 용어는 도시 계획, 교통 계획 등 토지 및 관련 자원 사용을 위한 플래닝과 관련하여 가장 자주 사용된다.
정부 맥락에서 "플래닝"은 아무런 수식어 없이 사용될 경우 대부분 토지 이용 규제를 의미할 가능성이 높다. 용도지역도 참조하라.

### 플래너
플래너는 기능적이고 미학적이며 편리한 환경을 만들기 위해 사회를 돕거나 균형을 맞추는 결정을 내리거나 내리는 데 필요한 훈련을 받은 전문가이다.

### 방법론
하향식 플래닝(상향식 플래닝과 반대되는 개념)과 같은 개념은 하향식 모델 뒤에 있는 시스템 사고와 유사점을 보여준다.
이 주제는 사람들이 사용하고 개선하려는 플래닝 방법에 영향을 미치는 심리학, 게임 이론, 커뮤니케이션 및 정보 이론과 같은 광범위한 분야와, 계획의 다양한 부분의 신뢰성 또는 일관성을 테스트하는 수단으로 사용되는 논리학 및 과학(즉, 방법론적 자연주의)을 다룬다.
계획을 만들고 개선하는 데 사용되는 특정 방법은 누가 계획을 만들고, 누가 계획을 사용하며, 작업을 위해 어떤 자원을 사용할 수 있는지에 따라 달라진다. 개인이 자신의 마음이나 퍼스널 오거나이저에서 사용하는 방법은 코퍼레이션 이사회 회의실에서 발견되는 플래닝 기술 모음과는 매우 다를 수 있으며, 프로젝트 매니저가 수행하는 플래닝은 공학자나 산업 디자이너가 수행하는 플래닝과는 다른 우선순위와 다른 도구를 사용한다.

## 계획의 예
- 건축 계획
- 사업 계획
- 건강 계획
- 마케팅 계획
- 유럽 부흥 계획
- 도시 계획
- 슐리펜 계획

## 같이 보기
- 디자인
- 설계
- 제도
- 로드맵
- 청사진 (blueprint)
- 전략, 전술
- PDCA
- 역산계획 (backwards planning)
- 백워드 설계(영어판)